# Скиры

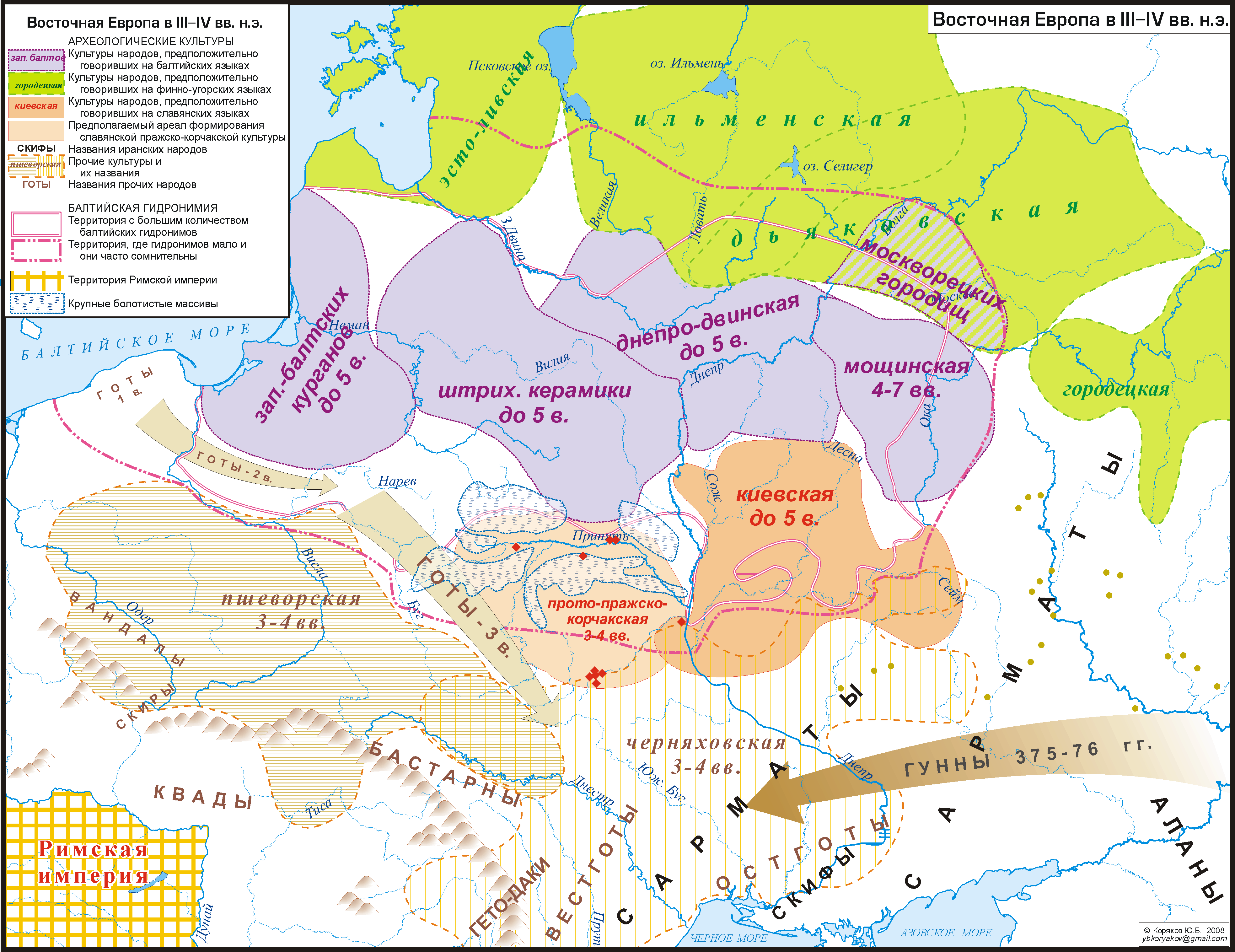
Скиры на карте Европы в верховьях реки Одер

Скиры (Skiren, Sciren) — древнегерманское племя, родственное готам и жившее первоначально у Балтийского моря и по Висле к северу от Карпат. Соединившись с ругами и герулами, они в конце II века нашей эры направились к Чёрному морю. 
Имя скиров надёжно этимологизируется из германских языков и означает «чистые, блестящие», однако «чистые» может означать чистоту крови. Скиры впервые упоминаются в псефизме Протогена как народность, которая вместе с галатами намеревается напасть на Ольвию.  
После упоминания Плиния сведений в письменных источниках о них нет до IV века, когда Зосим сообщает, что они вместе с гуннами были отброшены за Дунай императором Феодосием.    
К началу гуннского нашествия скиры делились на две группы. В 409 году те из них, кто находился в южнорусских степях, также вместе с гуннами были разбиты на Дунае римлянами, Созомен пишет, что большая их часть была захвачена в плен и распродана в дальние провинции империи: «До настоящего события этот варварский народ был довольно многочисленен. Но не поспевая за прочими во время бегства, одни из варваров были перебиты, другие, оставшиеся в живых, перевязаны и отправлены в Константинополь. Чтобы, собравшись во множестве, они не решились на что-либо, правительству пришла мысль рассеять их. Поэтому некоторые из них были проданы за ничтожную цену, а некоторые и даром отданы в рабство, под тем только условием, чтобы они никогда не являлись ни в Константинополь, ни вообще в Европе, но от известных себе мест отделены были морем. За тем оставалась еще значительная часть не проданных, и размещена была на жительство по разным местам. Многих я видел в Вифинии близ горы Олимпа; живут они рассеянно и обрабатывают находящиеся там холмы и долины»..   
Другая их часть в 450 году идёт с Аттилой в Галлию, а после его смерти часть из них около 454 года появляется на Среднем Дунае и на территории современной Чехии. Как самостоятельное племя скиры исчезли в борьбе с остготами в 457—471 годах; после сражения на Болии их следы  затерялись среди ругов, свевов и римских наемников-германцев в войсках Одоакра (Иордан § 242).
Остатки топонимики выдают присутствие скиров в юго-восточной Баварии.